# Atletismo nos Jogos Pan-Americanos de 1995 - 110 m com barreiras masculino
As provas dos 110 m com barreiras masculino nos Jogos Pan-Americanos de 1995 foram realizadas em 19 e 21 de março no Estádio Atlético "Justo Roman".

## Medalhistas
| Ouro                             | Prata                 | Bronze                              |
| Roger Kingdom USA Estados Unidos | Emilio Valle CUB Cuba | Courtney Hawkins USA Estados Unidos |

## Eliminatórias
Vento:
Eliminatória 1: -2.0 m/s, Eliminatória 2: -2.1 m/s
| Posição | Eliminatória | Nome             | Nacionalidade      | Tempo | Notas |
| ------- | ------------ | ---------------- | ------------------ | ----- | ----- |
| 1       | 1            | Roger Kingdom    | USA Estados Unidos | 13.79 | Q     |
| 2       | 1            | Emilio Valle     | CUB Cuba           | 14.05 | Q     |
| 3       | 1            | Matthew Love     | JAM Jamaica        | 14.38 | Q     |
| 1       | 2            | Courtney Hawkins | USA Estados Unidos | 13.70 | Q     |
| 2       | 2            | Erik Batte       | CUB Cuba           | 13.86 | Q     |
| 3       | 2            | Miguel Soto      | PUR Porto Rico     | 14.18 | Q     |

### Final
Wind: +0.8 m/s
| Posição           | Nome             | Nacionalidade      | Tempo | Notas |
| ----------------- | ---------------- | ------------------ | ----- | ----- |
| Medalha de ouro   | Roger Kingdom    | USA Estados Unidos | 13.39 |       |
| Medalha de prata  | Emilio Valle     | CUB Cuba           | 13.40 |       |
| Medalha de bronze | Courtney Hawkins | USA Estados Unidos | 13.54 |       |
| 4                 | Erik Batte       | CUB Cuba           | 13.72 |       |
| 5                 | Walmes de Souza  | BRA Brasil         | 14.03 |       |
| 6                 | Miguel Soto      | PUR Porto Rico     | 14.09 |       |
| 7                 | Matthew Love     | JAM Jamaica        | 14.16 |       |
| 8                 | Wagner Marseille | HAI Haiti          | 14.30 |       |